# Китайская национальная угольная группа
China National Coal Group Company Limited («Китайская национальная угольная группа», 中国中煤能源集团有限公司, также известна как China Coal Group и ChinaCoal) — крупная китайская государственная угольная и энергетическая компания, входит в число крупнейших компаний страны и мира. Контрольный пакет акций China National Coal Group принадлежит SASAC.
Дочерние структуры China National Coal Group добывают и обогащают уголь (общие запасы — свыше 60 млрд тонн, мощность 70 шахт составляет 300 млн тонн в год, мощность 38 обогатительных фабрик — 300 млн тонн в год), вырабатывают электроэнергию (более 40 электростанций имеют общую установленную мощность свыше 27 млн кВт), производят химическую продукцию (10 млн тонн в год) и горнодобывающее оборудование, проектируют и строят угольные шахты и карьеры.

## История
В июле 1982 года решением Государственного совета Китая была основана внешнеторговая компания China Coal Import and Export Corporation, в 1992 году она была переименована в China National Coal Industry Import & Export Corporation. В 1997 году в состав учредителей компании также вошли China Coal Sales and Transportation Corporation, China Local Coal Mines Corporation, China Coal Production Technology Development Company и Pingshuo Coal Industry Company.
В мае 1999 года в состав группы были включены восемь компаний — China National Coal Comprehensive Utilization Group Corporation, China National Coal Material Industrial Group Corporation, China National Coal Mining Engineering Equipment Group Corporation, Datun Coal & Electricity Corporation, Taiyuan Coal Gasification Group Corporation и Beijing Coal Mining Machinery Factory. К концу 2001 года в 42 подразделениях компании работало 57 тыс. сотрудников, а активы группы составляли 22,5 млрд юаней. 
В декабре 2006 года дочерняя компания China Coal Energy Company Limited вышла на Гонконгскую фондовую биржу, а в 2008 году — на Шанхайскую фондовую биржу. По состоянию на 2008 год China National Coal Group являлась вторым по величине производителем угля в Китае. В 2009 году корпорация была вновь зарегистрирована как компания с ограниченной ответственностью. В том же году China National Coal Group приобрела контрольный пакет акций компании Shanxi Huayu Energy и создала совместное предприятие с PetroChina по добыче и переработке метана — China United Coalbed Methane (позже доля China National Coal Group была продана компании China National Offshore Oil Corporation).
По состоянию на 2020 год выручка China National Coal Group составляла более 25,8 млрд долл., прибыль — свыше 300 млн долл., активы — более 56,8 млрд долл., рыночная стоимость — 10,1 млрд долл., в компании работало почти 123 тыс. сотрудников.

## Структура
Угольные шахты China National Coal Group сосредоточены в Шаньси, Шэньси, Внутренней Монголии, Синьцзяне, Хэнани, Аньхое и Цзянсу. Крупнейшие угольные электростанции компании расположены в Ордосе (Внутренняя Монголия), а также в Шаньси, Шэньси, Синьцзяне и Аньхое. Химические предприятия China National Coal Group расположены в Шаньси (Шочжоу), Шэньси (Юйлинь) и Внутренней Монголии (Ордос). Они производят кокс, пластмассы, различные спирты и химические удобрения.
Дочерняя компания China Coal Construction Group Corporation строит горнодобывающие объекты в Китае, Монголии, Вьетнаме, Индонезии, Бангладеш, Индии, Пакистане, Турции, Марокко, Южной Африке и других странах. Дочерняя компания China National Coal Mining Equipment Company производит на заводе в Пекине проходческие комбайны и экскаваторы для добычи угля. 

### Дочерние компании
- China Coal Energy (добыча угля)[11]
  - China Coal Pingshuo Group (добыча угля)[12]
- China Coal Construction Group Corporation (строительство)
- China National Coal Mining Equipment Company (машины и оборудование)
- China Coal Yuanxing (химия)
- China Coal Asset Management Group (недвижимость)
- China National Coal Development Company (поставки оборудования и зарубежные инвестиции)
- China Coal Finance Company (финансовые услуги)

### Совместные предприятия
- Yanchang China Coal Yulin Energy Chemical Company (химия)
- Zhongtian Synergetic Energy Company (химия)
- Hebei China Coal Xuyang Coking Company (химия)
- Heilongjiang Coal Chemical Group (химия)
- Taiyuan Coal Gasification Group (уголь и газ)
- Shanxi Huayu Energy (уголь)